# Schrobenhausen
Schrobenhausen – miasto w Niemczech, w kraju związkowym Bawaria, w rejencji Górna Bawaria, w regionie Ingolstadt, w powiecie Neuburg-Schrobenhausen, siedziba wspólnoty administracyjnej Schrobenhausen, do której jednak miasto nie należy. Leży około 22 km na południowy wschód od Neuburg an der Donau, nad rzeką Paar, przy drodze B300 i linii kolejowej Ingolstadt – Augsburg.

## Dzielnice
W skład miasta wchodzą następujące dzielnice: 
| - Altenfurt - Edelshausen - Gollingkreut - Högenau - Königslachen - Linden - Mühlried - Ried - Sandhof - Steingriff | - Aumühle - Gaishof - Halsbach - Hörzhausen - Kreuthof - Mantelberg - Öd - Rinderhof - Sandizell - Weil |

## Demografia
Dane o ludności z 31 grudnia 2008:
| Opis                                | Ogółem | Ogółem | Kobiety | Kobiety | Mężczyźni | Mężczyźni |
| ----------------------------------- | ------ | ------ | ------- | ------- | --------- | --------- |
| Jednostka                           | osób   | %      | osób    | %       | osób      | %         |
| Populacja                           | 16 064 | 100    | 8293    | 51,62   | 7771      | 48,38     |
| Wiek przedprodukcyjny (0–17 lat)    | 3089   | 19,23  | 1515    | 9,43    | 1574      | 9,8       |
| Wiek produkcyjny (18–65 lat)        | 9548   | 59,44  | 4765    | 29,66   | 4783      | 29,77     |
| Wiek poprodukcyjny (powyżej 65 lat) | 3427   | 21,33  | 2013    | 12,53   | 1414      | 8,8       |

## Współpraca
Miejscowości partnerskie:
- Bridgnorth, Wielka Brytania
- Perg, Austria
- Thiers, Francja

## Kultura

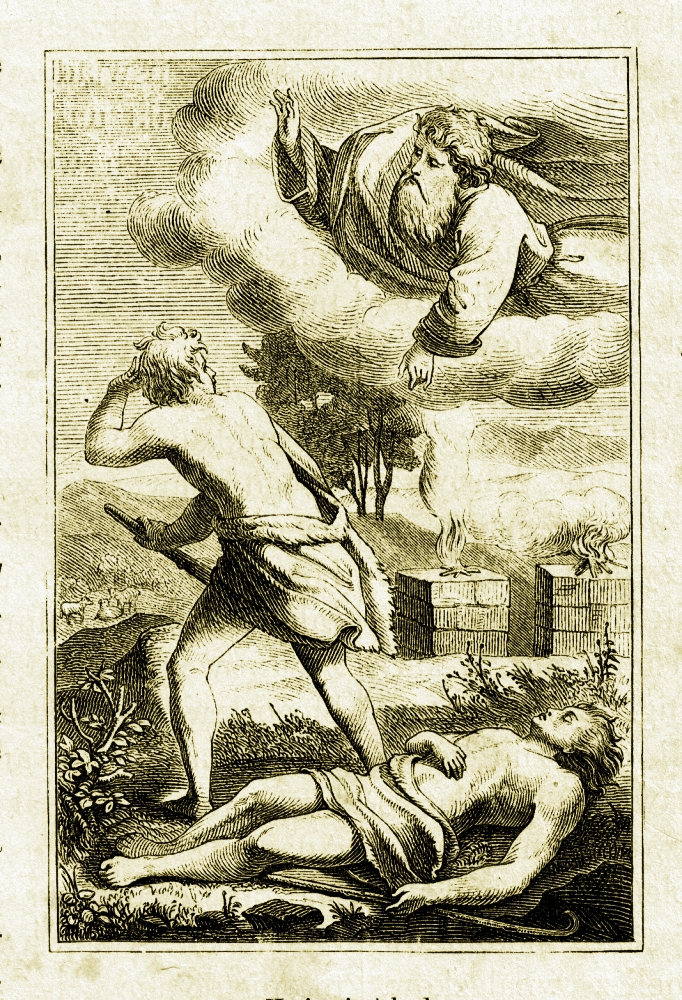
Rycina
z warsztatu
Carla Poellatha

W mieście żył i tworzył Carl Poellath (znany również jako Karl Pöllath, Carl Pöllath, Karl Poellath) osiemnastowieczny medalier i rytownik, twórca firmy medalierskiej.
Dla jego uczczenia rajcy Schrobenhausen nazwali jego imieniem jedną z ulic w dzielnicy Steingriff. 
Prace mistrzów sztuki medalierskiej dostępne są do zwiedzania w muzeum-pracowni warsztatu Carla Poellatha, a dzieła autorstwa Georga Hilta z tej pracowni (seria 62 medali) znajdują się w schrobenhausenowskim muzeum w pałacu Pflegschloss.

## Polityka
Burmistrzem miasta jest Karlheinz Stephan z CSU, rada miasta składa się z 24 osób.
|      | CSU | SPD | FW | US | BVS | PSOB | Razem |
| 2008 | 10  | 4   | 4  | 1  | 2   | 3    | 24    |
| 2002 | 12  | 5   | 3  | 1  | 1   | 2    | 24    |